# Elecciones presidenciales de Estados Unidos de 1844
Las elecciones presidenciales de Estados Unidos de 1844 dieron el triunfo al demócrata James Knox Polk ante su rival del Partido Whig, Henry Clay, en una reñida disputa, que giró en torno a la anexión de Texas. En este tema Polk estaba a favor, y Clay, en contra.
El candidato democrático James K. Polk actuaba desde una plataforma que abrazaba la expansión del territorio americano, una idea que pronto fue llamada "Destino manifiesto". En su convención, los demócratas, a favor de la anexión de Texas, afirmaban que los Estados Unidos tenían una demanda "clara e indiscutible" para "el conjunto" de Oregón. Polk consiguió una estrecha victoria sobre Clay, en parte debido al soporte que había tomado éste contra la expansión, aunque los temas económicos eran también de gran importancia. (El lema "Fifty-four Forty or Fight" a menudo se asocia incorrectamente a estas elecciones. La primera vez apareció en 1845). Así mismo, fue la última elección que tendría lugar en diferentes días en diferentes Estados. En las de 1848, todos los Estados la celebrarían en la misma fecha de noviembre.

## Trasfondo
El presidente en 1844 era John Tyler, que alcanzó la presidencia tras la muerte de William Henry Harrison. Aunque había sido nominado por el Whig, sus políticas lo habían alejado de este partido, y por tanto expulsado del mismo el 13 de septiembre de 1841. "Sin hogar" en los dos partidos principales, Tyler buscó alternativas que apoyaran su candidatura para la presidencia de 1844. Encontró entonces la idea de la anexión de Texas. 

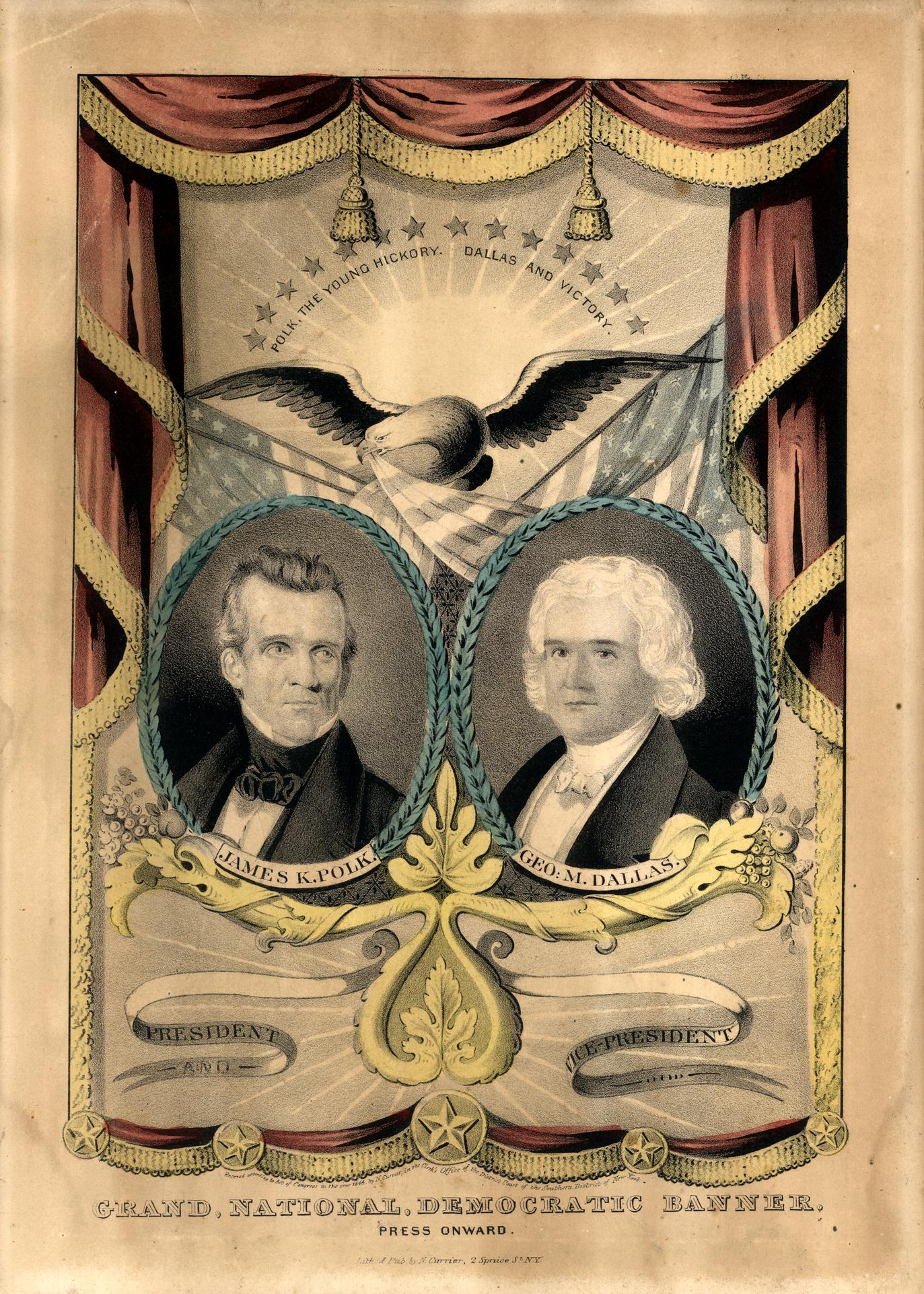
Publicidad del Partido Democrático.

Cuando Texas había alcanzado su independencia en 1836, había intentado inicialmente ser anexada por los Estados Unidos. La oposición de los estados norteños evitó que esta acción llegara a su fin, y así en 1838, Texas retiró su petición. El asunto quedó archivado hasta 1843, cuando Tyler y su nuevo Secretario de Estado Abel P. Upshur, le dieron un nuevo empuje, comenzando las negociaciones de nuevo para la anexión. Cuando Upshur murió al explotarle un arma el 28 de febrero de 1844, el tratado estaba casi realizado. Tyler designó a John C. Calhoun como sustituto de Upshur, y éste, terminó el tratado, presentándolo al Senado el 22 de abril. Sin embargo, Calhoun también había enviado una carta al ministro británico Richard Pakenham que justificaba la anexión como movimiento defensivo de preservar la esclavitud meridional, y Calhoun presentó la carta al Senado también. Así pues, en plena campaña, la anexión de Texas centraba toda la atención. Los dos candidatos también para la presidencia, Henry Clay por el Whig, y Martin Van Buren para los demócratas, intentaron oponerse a la anexión inmediata de Texas sin el consentimiento de México.

## Resultados
Así pues, James Polk elegido candidato por el Partido Demócrata, ganó con 170 votos electorales; Henry Clay obtuvo 105; y James G. Birney, del Partido de la Libertad, no obtuvo representación.

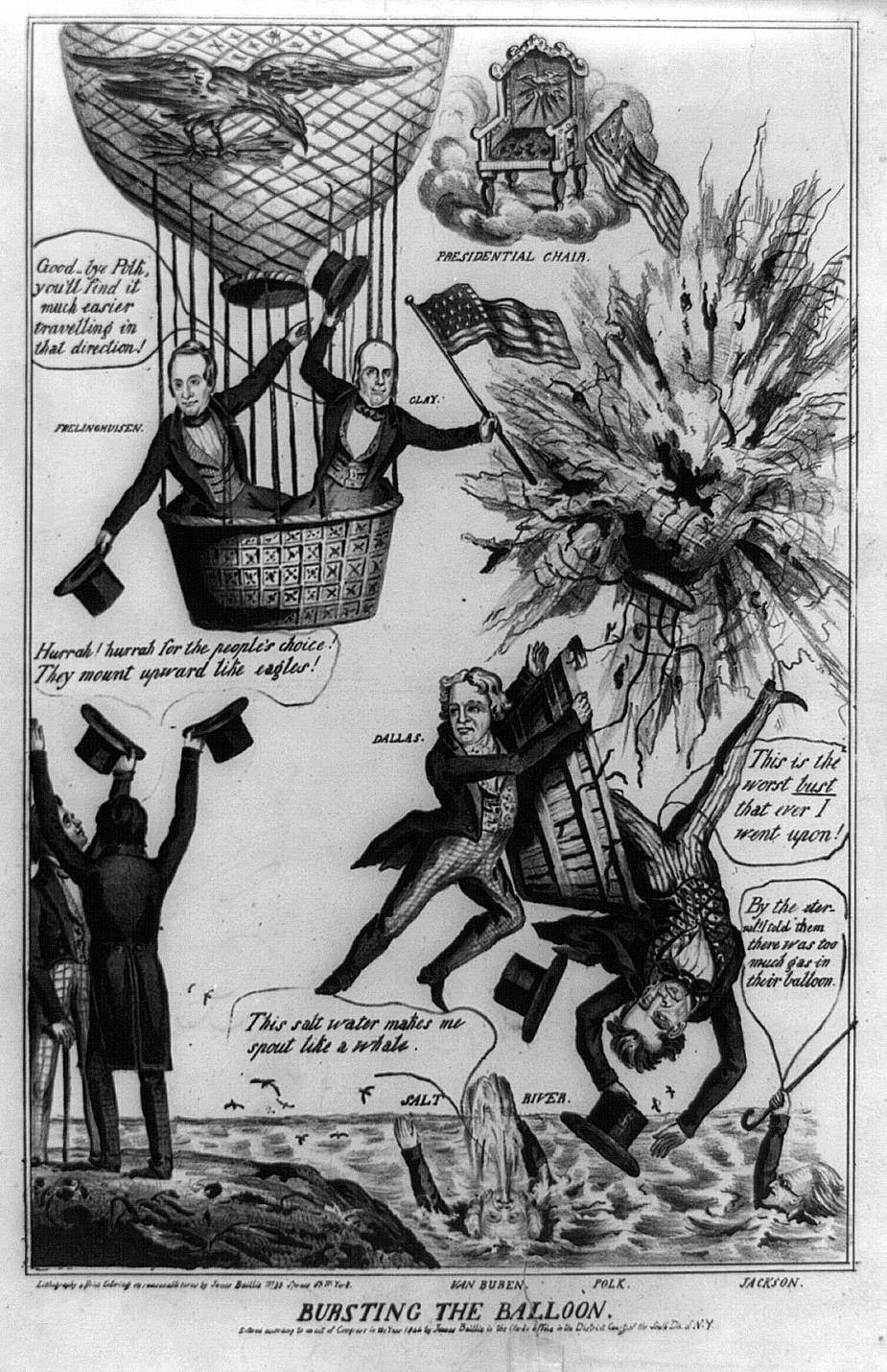
Imagen política parodiando la victoria de Clay sobre Polk.

- Datos: Q698731
- Multimedia: United States presidential election, 1844 / Q698731